# 疫苗猶豫

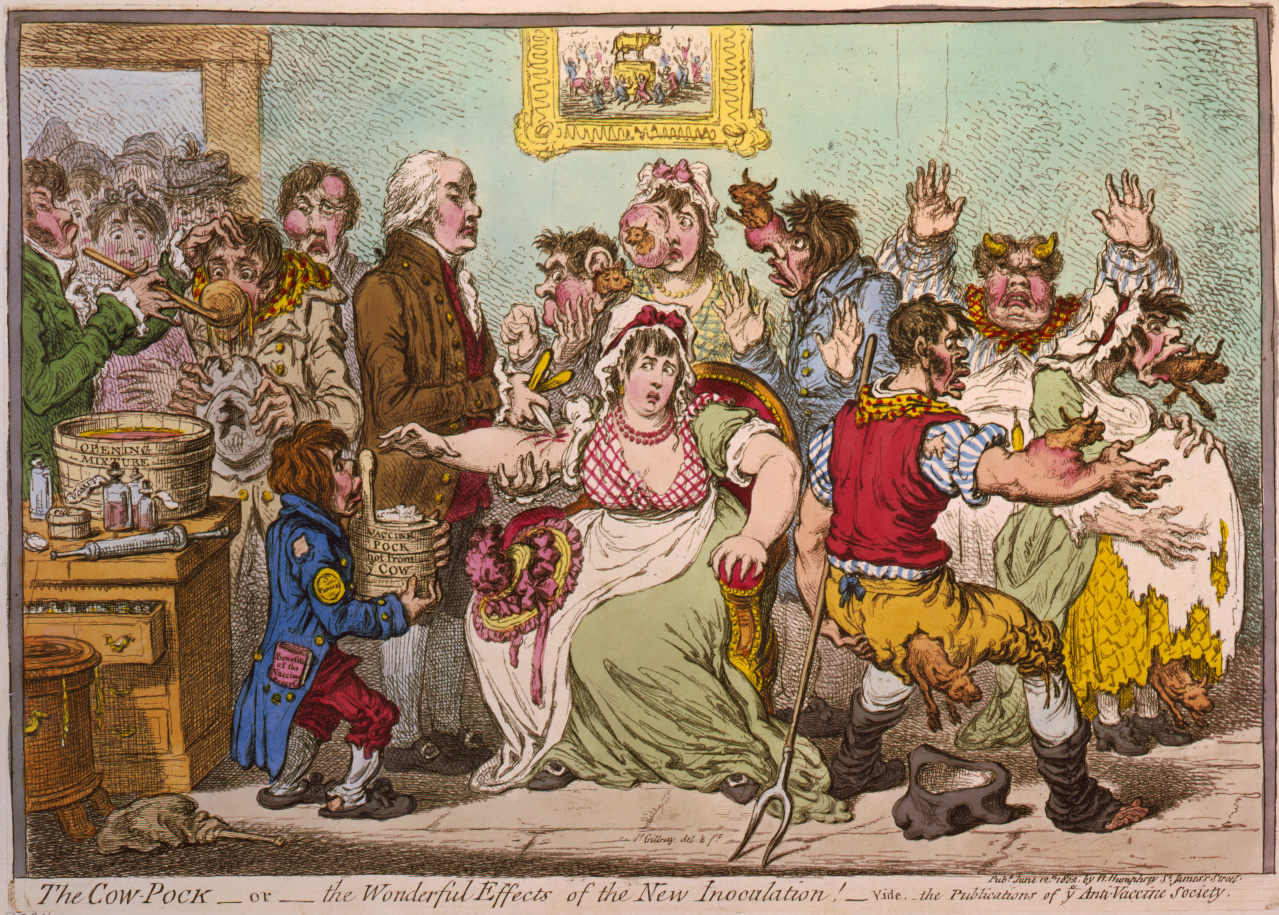
詹姆士吉爾瑞在1802年的畫《牛痘疤算甚麼？來試試接種新疫苗的神奇效果！》

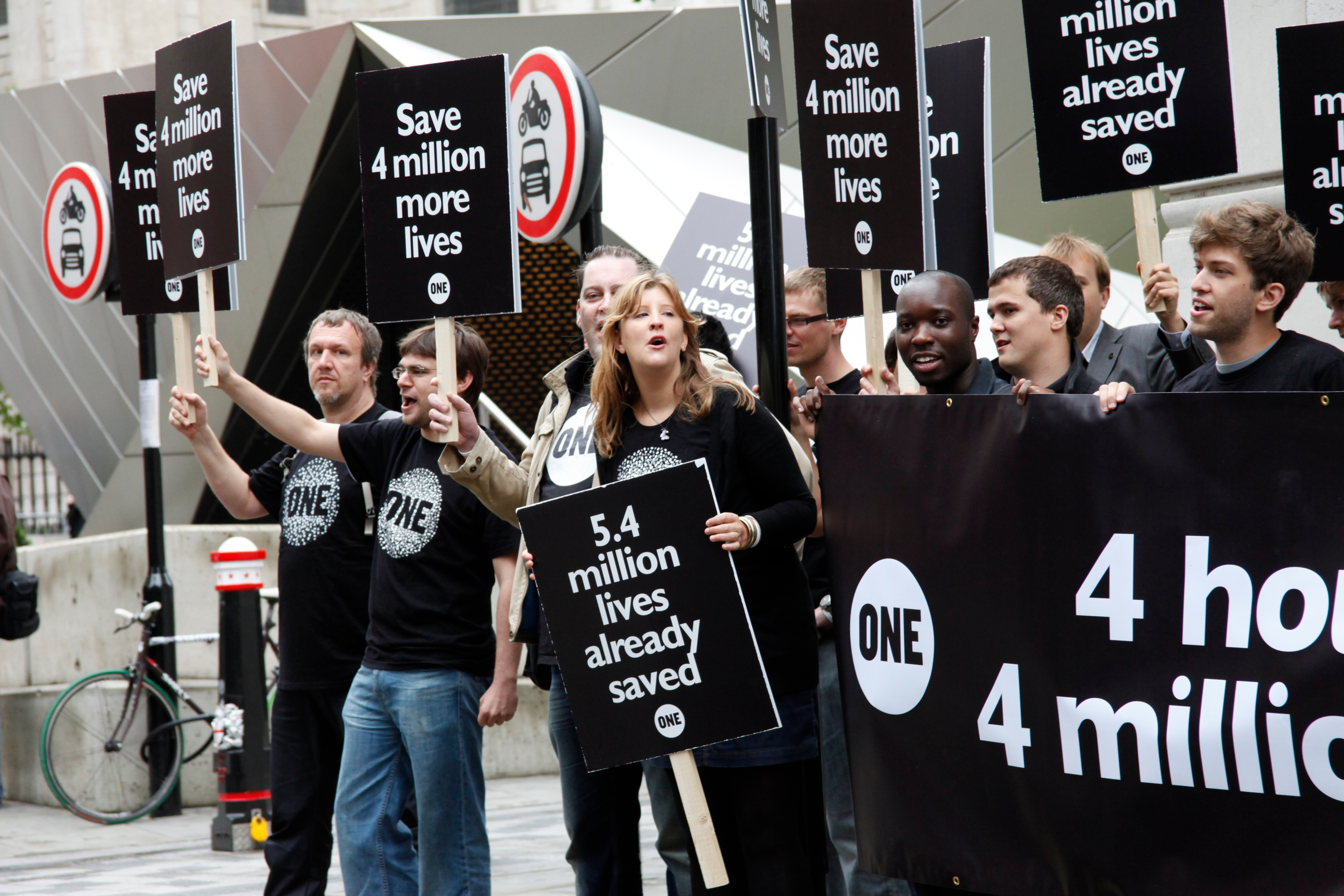
支持接種疫苗的人士在伦敦要求擴展開發中國家疫苗注射的計劃。

疫苗猶豫（英語：vaccine hesitancy）是指人民儘管可以接種疫苗，但仍延遲或拒絕施打。疫苗猶豫的成因複雜，可隨時間、地點、疫苗的不同而有所差異，受到自滿、便利性、風險感知能力、患者長壽於接種者等因素的影響。疫苗猶豫包括完全拒絕接種疫苗、推遲接種疫苗、接種了疫苗但不信任而要強制他人、或僅使用某些疫苗但不使用其他疫苗。若是完全反對疫苗，會被稱為反疫苗人士（anti-vaxxer；這種思想叫做anti-vaccinationism或anti-vax beliefs）。
科學界廣泛認為疫苗安全並且有效。疫苗猶豫往往導致疾病爆發並造成疫苗原可避免的死亡。因此，世界卫生组织將疫苗猶豫列為2019年十大全球衞生威脅之一。然而需要注意的是，「疫苗」為多種不同種類疫苗的統稱，僅管多數疫苗能帶來的利益遠大於接種風險，但這並不保障任何種類的疫苗或某種疫苗中的所有批號皆為安全無慮。
疫苗猶豫主要起因於疫苗相關的醫學、倫理、法律議題的爭議，涉及多個關鍵因素，包括對疫苗或醫療衛生提供者沒有信心、自滿（未能發覺疫苗的需求性或疫苗的價值）和便利性問題（不易取得疫苗施打）。有關疫苗的爭議自發明疫苗接種以來就存在，比“疫苗”（vaccine）和“疫苗接種”（vaccination）這兩個術語早將近八十年出現。有報告顯示反疫苗人士提出的假說也會隨著時間改變 。
擬議要求接種疫苗的法案，例如加州參議院第277號法案和澳大利亞的No Jab No Pay政策，遭反疫苗組織的反對。反對疫苗接種政策的觀點可包括擔心會侵犯公民自由或懷疑製藥業藉此牟取暴利。

## 疫苗的效用

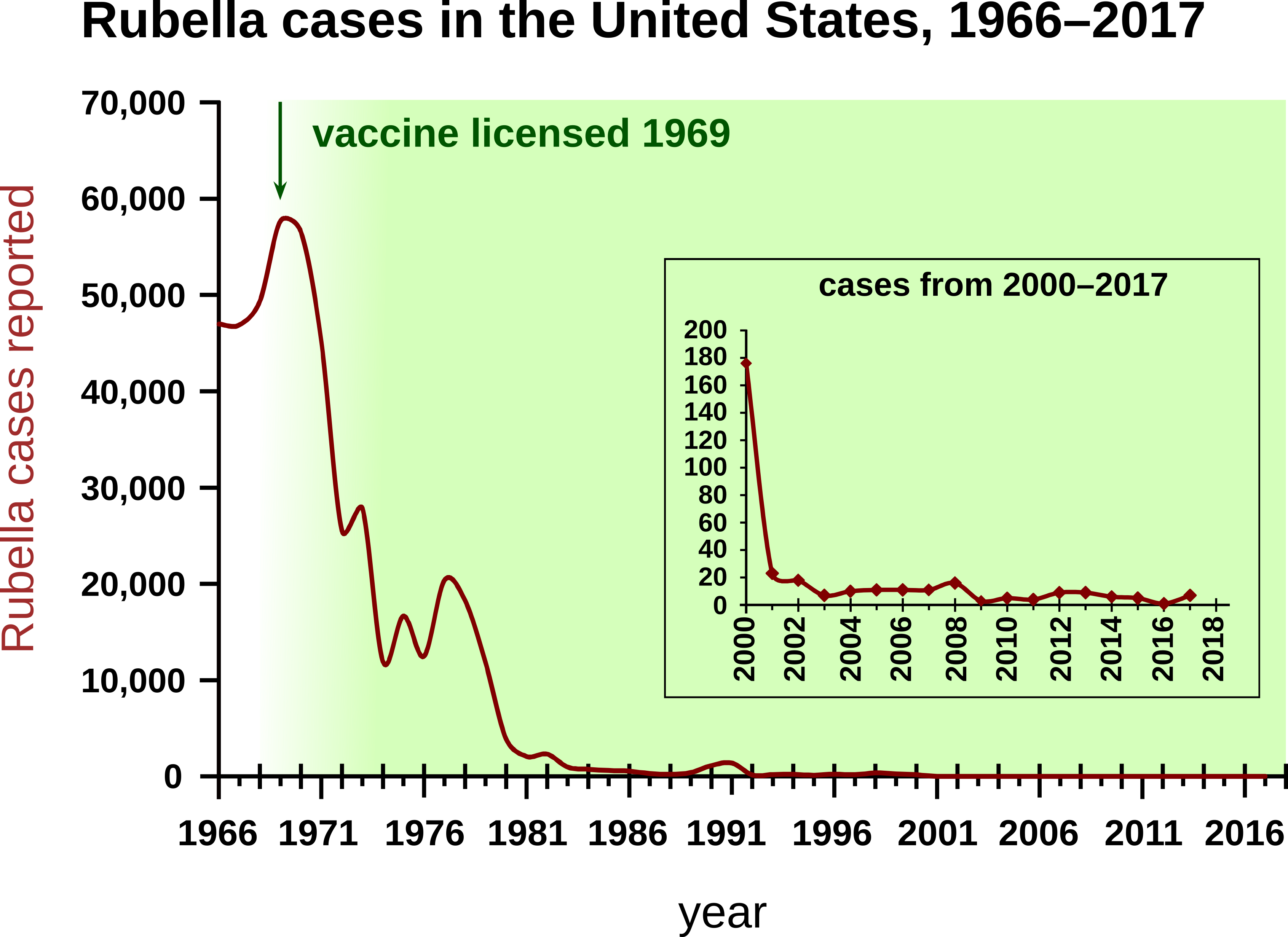
在普遍開始疫苗注射後，風疹感染情形普遍減少，資料來自美国疾病控制与预防中心

大量科學證據顯示，大規模的疫苗注射活動是有效的。疫苗接種計劃曾幫助消滅天花，疫苗接種計劃幾乎根除脊髓灰質炎。此外，自1988年美國開始注射流感嗜血桿菌的疫苗後，因流感嗜血桿菌導致的疾病（如細菌性腦膜炎及其他兒童重症）的感染人數下降超過99%。若某一年在美國出生的兒童，從出生到成年過程都接受完整的疫苗注射，估計可以減少三萬三千人死亡，也可以避免一千四百萬個感染病例。
某些疫苗反對者認為，感染人數下降與疫苗無關，而是因為環境衛生和個人衛生得到改善，或者是在導入疫苗前，病症的罹患人數就已經在下降。此說法沒有科學數據支持。在疫苗出現前，疫苗可預防疾病的發生率多半會隨時間而起伏，並總在疫苗出現後幾乎降到零。美国疾病控制与预防中心網站一篇針對對疫苗的誤解的文章提到「我們要相信每個疾病都在相關疫苗導入時，恰好因為衛生改善而造成感染人數快速下降嗎？」。
反疫苗運動另外呼籲的一件事是用隨機臨床試驗來證明疫苗性有效性，其中實驗組的兒童接受疫苗注射，而受控組的兒童則不進行注射。此一實驗會刻意的讓一些兒童拒絕標準的醫療，違反研究倫理學，因此實驗不可能通過。目前有一些針對有注射疫苗和未注射疫苗的比較研究，但不是隨機性的研究。而且，已有文獻證實疫苗的安全性較其他實驗中的方式要好。
有些批評者認為因為疫苗而產生的免疫是暫時的，需要追加疫苗接種，而罹患疾病後仍存活的人會有永久的免疫力，因而自然免疫優於疫苗免疫。如以下討論的，替代醫學的理念和疫苗有效的概念是無法並容的

### 公共衛生

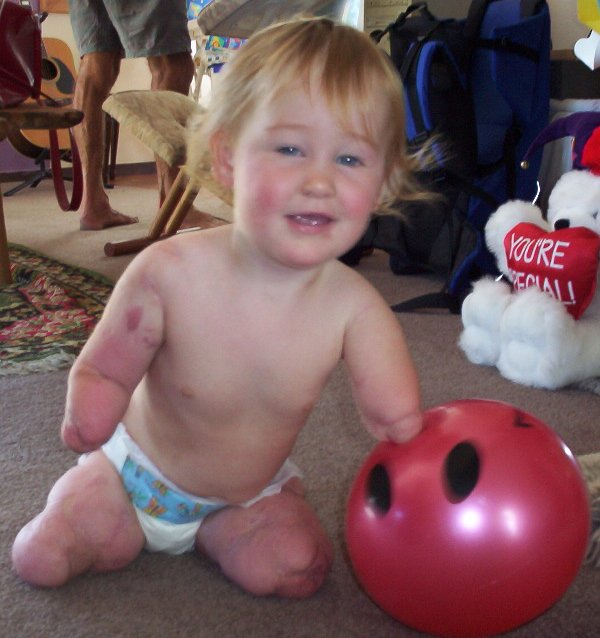
Charlotte Cleverley-Bisman因為脑膜炎球菌疾病，七個月時四肢都要截肢，更完善的疫苗接種可以透過群体免疫來保護她，避免兒童在還無法接種疫苗時就感染這類疾病

不完整的疫苗接種會增加整個群體的風險，也包括那些已接種疫苗的人，因為不完整的疫苗接種會降低群体免疫的效果。例如麻疹疫苗是在九個月及十二個月時接種，在兩次接種之間沒有母體抗體的期間以及有自然感染的可能，表示這段時間的嬰兒仍非常脆弱，容易受到感染。若所有的兒童都在規定時間接種疫苗，可以通過群体免疫減輕感染的可能性。在傳染病爆發或是即將爆發時，大規模的疫苗接種是最易接受的增加群体免疫力的方式。當研發了新的疫苗，大規模接種也可以讓有免疫力的人數量迅速增加，因此提昇群体免疫力。
增加群体免疫力也有助於一些免疫能力較弱的人。一些兒童因免疫能力較弱，特定疫苗對他們沒有作用，因此要靠其他人接種疫苗來讓不容易感染對應的疾病。若免疫能力較弱的兒童周圍都是沒有接種疫苗且有對應疾病的人，這個兒童很可能會被感染，而且徵狀顯然會比免疫能力正常的兒童嚴重。提昇群体免疫力及（對有正常免疫系統的人）強制疫苗接種可以減少這類的風險。

### 經濟有效
比起急性及慢性疾病的治療，常用的疫苗是促進健康的方法中，經濟有效而且是預防性的方法。美國2001年針對七種疾病的定期疫苗定期接種，估計在每個生育年度節省了四百億美元的醫療開支，其中包括一百億美元的直接健康成本、而疫苗注射為社會的效益約為成本的16.5倍。

### 必要性
當疫苗接種計劃成功降低了疾病的威脅時，也會減輕大眾對該疾病的顧慮。這時家長可能會覺得兒女不接種疫苗也不會有什麼影響。疫苗接種有群體免疫效果，若有夠多的人接種疫苗，極少數無法接種疫苗的人也會因為周圍的人有施打疫苗而受益。但是若太多的人不願施打疫苗，希望搭便车，讓施打疫苗的比例降低到一定程度，也就沒有了群體免疫帶來的保護。依照美國社會學家Jennifer Reich的論點，那些認為疫苗有效，但不願意讓兒女施打疫苗的父母，只要適當的接觸他們，提供正確的資訊，他們最容易改變心意，讓兒女施打疫苗。

## 安全性
有些反疫苗人士公開反對疫苗的快速發展對公共衛生的助益，或是存有陰謀論，不過較常見的是對疫苗安全性的質疑。如同其他醫學治療，疫苗有可能會引發嚴重的併發症，例如嚴重的過敏反應，不過不同於其他醫學治療的是，疫苗是給健康的人施打，因此也會期待有比較高的安全標準。有些疫苗有可能產生嚴重的併發症，但其比例其實相當少，而且其併發症風險比未施打疫苗時，可能罹患疾病的風險要小很多。隨著疫苗注射計劃的進展以及疾病發生率的下降，公眾的注意力開始從疾病本身的風險轉移到疫苗的風險，這也變成衛生主管機關要讓大眾繼續支持疫苗計劃的一大挑戰。
一些疫苗計劃非常成功，讓疾病變的非常罕見，對於疫苗猶豫的人而言，在評估疫苗風險和助益時，反而造成了不正確的啟發式思考。當某種疾病（例如流感嗜血桿菌）的盛行率降低時，人們因為不熟悉此種疾病，不再意識到該疾病的嚴重性，因此變的自滿。個人缺乏有關這些疾病的經驗，也讓人降低所認知到該疾病的風險，也降低所認知到免疫的助益。相反的，也有些疾病（例如流行性感冒）非常普遍，就算有清楚的科學證據證實此疾病對人類健康有很大的威脅，但疫苗猶豫者會誤以為疾病的威脅性不大。不作为偏误和確認偏誤也都會造成疫苗猶豫。
有許多不同有關疫苗的疑慮，目前這些疑慮都沒有實證上的支持。有關疫苗安全性的疑慮有固定的模式。一開始是一些研究者認為某種未知原因醫學狀況的發生率增加是因為疫苗的副作用所造成，同一群研究者的初始研究及後續研究在方法論上都有問題，多半是數量不足的受控或非受控病例系列。有關疫苗的副作用過早公布，在受到疫苗副作用影響的人身上產生共鳴，而且低估了放棄疫苗接種可能帶來的潛在危害。其他研究團體設法要複製初始的實驗結果，但就無法成功複製。最後需要再花許多年的時間才能讓大家對疫苗重新恢復信心。歸因於疫苗的不良反應一般都是來源未知、发病率上升、有一些生物合理性、發生時間接近疫苗接種的時間，而且有可怕的後果。幾乎所有的例子中，疫苗對公共衛生的影響都受到不同文化的限制，因此各國擔心的疫苗及副作用可能也有不同：可能英語系國家擔心疫苗造成自閉症，法語地區擔心另一種疫苗造成多發性硬化，而尼日利亚人担心其他疫苗会导致不孕。

### 硫柳汞
硫柳汞作為抗真菌药，在多劑量的疫苗（一個疫苗小瓶中的劑量是多人份的劑量，需為幾個人注射後才會用完）中可以避免疫苗受到污染。不過硫柳汞雖功效良好，但因為其中含汞，在人體代謝後會分解為乙基汞 C2H5Hg+和硫代水杨酸，在使用上曾造成相關爭議。1999年時美国疾病控制与预防中心（CDC）及美國小兒科學會（AAP）基於減少可能風險的預防原則，要求疫苗製造商儘快在疫苗中停用硫柳汞。現在在所有美國及歐洲的常見疫苗中都沒有硫柳汞，只有在一些季節性流感疫苗中才可能出現（因為製造過程關係，仍然會有痕量的殘留，最高殘留量約1μg，約美國成人每日平均汞攝取量的15%，也是世界卫生组织每日容許攝取量的2.5%）。此一舉動反而開始讓大眾關注硫柳汞是否是造成自閉症的原因。目前認為硫柳汞不是造成自閉症的原因，因為自從兒童疫苗中停用硫柳汞後，自閉症發生率仍然繼續的增加。目前還沒有可靠的科學證據可以證實接觸硫柳汞是導致自閉症的因素之一。2000年起，有些美國家長認為是疫苗中的硫柳汞造成他們小孩的自閉症，希望從聯邦基金中取得法定的賠償。醫學研究組織（IOM）委員會在2004年認為含硫柳汞的疫苗和自閉症之間沒有因果關係。疫苗中使用的硫柳汞濃度從0.001%到0.01%不等。0.5 mL的疫苗，若其中含有0.01%的硫柳汞，其汞劑量為25μg，大約和三盎司鮪魚罐頭中的含汞量相當，有強而有力的同行評審科學證據支持含硫柳汞疫苗的安全性。。另外，汞元素導致的汞中毒亦不是誘發自閉症的原因。

### 麻腮風三聯疫苗
1998年時安德魯·韋克菲爾德及多名共同作者在《柳葉刀》期刊發表論文（此論文後來被期刊撤回），其中提到12名兒童在注射麻腮风三联疫苗後，就出現自閉症光譜中的一些症狀，從此麻腮风三联疫苗就成為英國相關爭議的焦點之一。在1998年的研討會中，韋克菲爾德認為若三種疫苗分開注射，而不是一起注射，可能會比較安全。不過論文中沒有有關此一論點的支持，而隨後許多同行評審的研究也沒有發現疫苗和自閉症之間的關係。之後發現韋克菲爾德有獲得資金援助，資金來源是向疫苗製造商提出訴訟的訴訟當事人，而韋克菲爾德並未將此利益衝突的情形告知同事或醫學主管機關。若《柳葉刀》期刊編輯知道有此情形，韋克菲爾德的論文也就不會在雜誌上發表。韋克菲爾德因為其科學證據的問題飽受批評，而且普遍認為他的論文造成疫苗注射率的下降。（在此研究發表後，英國的疫苗注射率降到原來的80%），而其研究也有利益衝突的道德問題。疫苗和自閉症相關性論文的共同作者有12人，有10名在2004年宣佈撤消在該篇論文中的署名。2010年時，《柳葉刀》期刊編輯正式的撤回此一論文。韋克菲爾德因為在該篇論文中有意的偽造研究資訊，被英國醫學總會取消英國註冊醫師資格，並且禁止在英國從事醫療行為。
美國疾病控制與預防中心、美国国家科学院的醫學研究組織、以及英國國民保健署都認為無法證實麻腮風三聯疫苗和自閉症之間有關。Cochrane图书馆進行的系統研究也認為麻腮風三聯疫苗及自閉症之間沒有可信的關連，而麻腮風三聯疫苗可以預防會造成許多傷亡及併發症的疾病，因此大眾對三聯疫苗缺乏信任一事已經傷害了公共衛生，而大部份有關麻腮風三聯疫苗設計以及安全性结果的研究是不充份的。其他的文獻探討也同意此一論點，有研究發現就算是在高風險的自閉症手足身上，也沒有發現疫苗和自閉症之間的關係。
2009年時《星期日泰晤士報》報導，韋克菲爾德在其1998年的論文中修改病患數據並且誤報其結果，製造和自閉症之間的關聯性。2011年英國醫學期刊說明韋克菲爾德如何偽偽造數據，以達到預期的結論。此期刊的評論認為韋克菲爾德的研究是「复杂的詐騙」，降低了疫苗接種率，造成上百萬的兒童置身危險之中，而且讓許多的精力及資金轉向，沒有去研究真正造成自閉症的原因。
美國的美国国家疫苗伤害赔偿计划在2009年2月12日的特别法庭审查裁定，自閉症兒童的父母認為疫苗造成子女自閉症的論點不成立，無權獲得賠償。

### 疫苗過載
“疫苗過載”（Vaccine overload）指同時給予兒童多種疫苗將減弱其免疫系統，引致不良反應甚至死亡。此論點與科學證據不符，不過有些自閉症兒童的家長仍認為疫苗過載會引發自閉症，使他們延後甚至不為兒童接種疫苗。
疫苗過載此誤解有多種錯誤。須接種的疫苗雖然在近數十年有所增量，但疫苗設計亦同時進步，減低了疫苗的免疫負荷，例如：美國2009年給兩歲兒童接種的疫苗有14種，1980年給兩歲兒童接種7種疫苗，但前者的免疫成份不到後者的十分之一。2013年的研究在兩歲兒童接種的疫苗中找不到抗原數量與自閉症的關聯。研究針對1,008名兒童，其中有四分之一診斷有自閉症，隊列研究是在1994年至1999年做的，當時的疫苗接種計劃中會包括超過3,000種抗原（一劑百白破疫苗的份量）。2012年的疫苗接種計劃中的疫苗種類更多，但二歲兒童所會接觸到的抗原只有315種。對於兒童而言，平常一年內會接觸到的抗原數量比疫苗中的要多。兒童常見的疾病（例如發燒和中耳炎）對免疫系統的挑戰比疫苗還要大，而且研究指出就算是同時注射多種疾苗，也不會減弱免疫系統或是破壞免疫力。疫苗過載的假說缺乏實證的支持，而且研究所得的結果和此假說矛盾，因此所得的結論是目前建議的疫苗接種計劃不會有「過載」情形，也不會減弱免疫系統。
以不讓兒童接種疫苗為基礎的實驗，有實驗道德的問題，觀察性研究也可能會因為疫苗接種不足的兒童尋求醫療的行為而造成研究的干擾。因此，沒有研究直接比較有接種疫苗兒童和未接種疫苗兒童的自閉症比例。不過，疫苗過載的概念在生物學上是不合信的，不論是否接種疫苗，兒童對和疫苗無關疾病的免疫反應是相同的，而且自閉症不是免疫介導的疾病，因此，自閉症會因為免疫系統過載而引發的論點，和目前所知自閉症的發病機制衝突。目前證據的效力，已足以駁斥疫苗會造成自閉症的想法。

### 產前感染
有證據表示精神分裂症和胎兒在母體時暴露在風疹、流行性感冒和弓蟲症感染的條件有關。例如，有研究指出若在懷孕的前三個月有流行性感冒，其精神分裂症風險會增加七倍。這對公共衛生會產生影響，例如預防感染的策略，包括接種疫苗、保持衛生，若針對弓蟲症的話，還包括抗细菌药。依照動物模型的研究，精神分裂症和母體因為抗原產生的免疫反應有可能的相關性，而2009年的回顧研究認為目前還沒有足夠證據來建議在懷孕的前三個月施行季節性流感疫苗，但在三個月後仍建議施打，若在已有疾情，或是孕婦在特殊條件下，仍建議施打。美國疾病管制與預防中心的免疫實踐諮詢委員會、美國婦產科醫學會以及美國家庭醫師學會基於以下理由，仍建議孕婦施打流感疫苗：
- 後面六個月有流感相關嚴重併發症的高風險。
- 相較於未懷孕的女性，孕婦因為流感住院的比率會比較高
- 施打疫苗有可能將母體的流感抗體轉移給胎兒，也可以保護胎兒
- 許多研究指出疫苗對孕婦和胎兒都無害。

雖然如此，2005年美國孕婦中只有15%有施打流感疫苗。

### 對其成分的疑慮
許多疫苗會用鋁化合物為疫苗佐劑，以增強疫苗的效果。鋁似乎可以模擬少量的組織損傷，甚至造成少量的組織損傷，讓身體免疫系統認為是嚴重的感染，會有比較顯著的反應，也讓免疫應答的效果可以加長。有些這類化合物和紅腫、發癢以及輕微的發燒有關聯性，不過目前還沒看到在疫苗中用的鋁化合物造成嚴重副作用的例子。有些案例中，含鋁疫苗與巨噬細胞肌筋膜炎（MMF）有關，這是局部的顯微病變，在組織中會含有鋁鹽，可能會持續八年的時間，不過最近的病例對照研究發現，在檢體中有巨噬細胞肌筋膜炎的病例中，沒有出現特殊的臨床症狀，也沒有證據顯示含鋁疫苗對健康有重大威脅，或是會造成免疫實務上的變化。在嬰兒出生的前六個月中，在日常飲食（如母乳及嬰兒奶粉）中攝取的鋁多於疫苗中含的鋁。一般而言，人們經由食物和飲食中就會攝取到很低劑量的鋁，疫苗中含的鋁很少，小於1mg，一般認為這麼低的劑量不會對人體有害。
疫苗猶豫人士也有提到對於疫苗中的甲醛有高度的疑慮。疫苗中的甲醛濃度很低，目的是使疫苗中的病毒和細菌毒素失去活性。疫苗中會殘留非常少量的甲醛，其劑量還不會對人體有害。人體中自身就會生成甲醛，疫苗中的甲醛相較於人體原有的甲醛，其劑量微不足道，沒有明顯的毒性風險。人體自然產生的甲醛，約是疫苗中最大量甲醛的50至70倍。而且，人體可以分解自然產生的甲醛，也可以分解劑量更少，疫苗中的甲醛。目前還沒有證據可以證實疫苗少量甲醛和癌症之間的關係。

### 嬰兒猝死症
嬰兒猝死症（SIDS）是嬰兒在接種疫苗的年齡時，很常見的死因。因為目前還無法完全確定嬰兒猝死症的病因，也有人提出可能是疫苗造成嬰兒猝死症的疑慮，他們認為尤其是白喉-破傷風類毒素疫苗，是可能的致病因素。目前有幾個研究是以此為主題，目前還找不到證據可以支持疫苗和嬰兒猝死症有因果關係。2003年時美国国家医学院審視了已有的證據後，反對將百白破疫苗和SIDS之間加上因果關係。另外有關VAERS資料的分析也找不到疫苗和SIDS之間的因果關系，研究者發現SID比例和疫苗注射比例上有負相關。有接種疫苗的兒童比較不會有SIDS的症狀。其中一個原因是因為比較不會罹患SIDS的兒童中，多半已注射過流感疫苗。

### 炭疽疫苗
1990年代中期有疫苗相關的媒體提到海灣戰爭綜合症，這是參加過海湾战争的美國軍人所罹患的多症狀疾病。在線上雜誌《Slate》最早出現的報導中，有一篇由是阿图·葛文德所寫，其中提到軍人要求接種的疫苗，包括炭疽疫苗，是讓軍人得到海灣戰爭綜合症的可能原因之一。《Slate》在1990年代末期發表了軍隊「醞釀叛亂」的文章，軍隊反對接種炭疽疫苗，原因是「士兵很容易接收到網路上有關疫苗的錯誤資訊。」。《Slate》雜誌後來也有報導美國軍人在九一一袭击事件後強制接種炭疽疫苗和天花疫苗的疑慮，這些文章也有出現在Salon.com網站中。2001年美國炭疽攻擊事件加強了對生物恐怖主義的疑慮，美國聯邦政府加緊努力為美國公民生產並且保持更多的疫苗。《琼斯母亲》雜誌在2002年發表了文章，其中強烈懷疑美军強制接種的炭疽疫苗和天花疫苗。在2003年美軍入侵伊拉克時，因於強制美軍接種炭疽疫苗，在媒體上引發更大一波的爭議。在2003年至2008年之間，有許多的訴訟案都是為了反對美軍強制接種疫苗。

### 流感疫苗

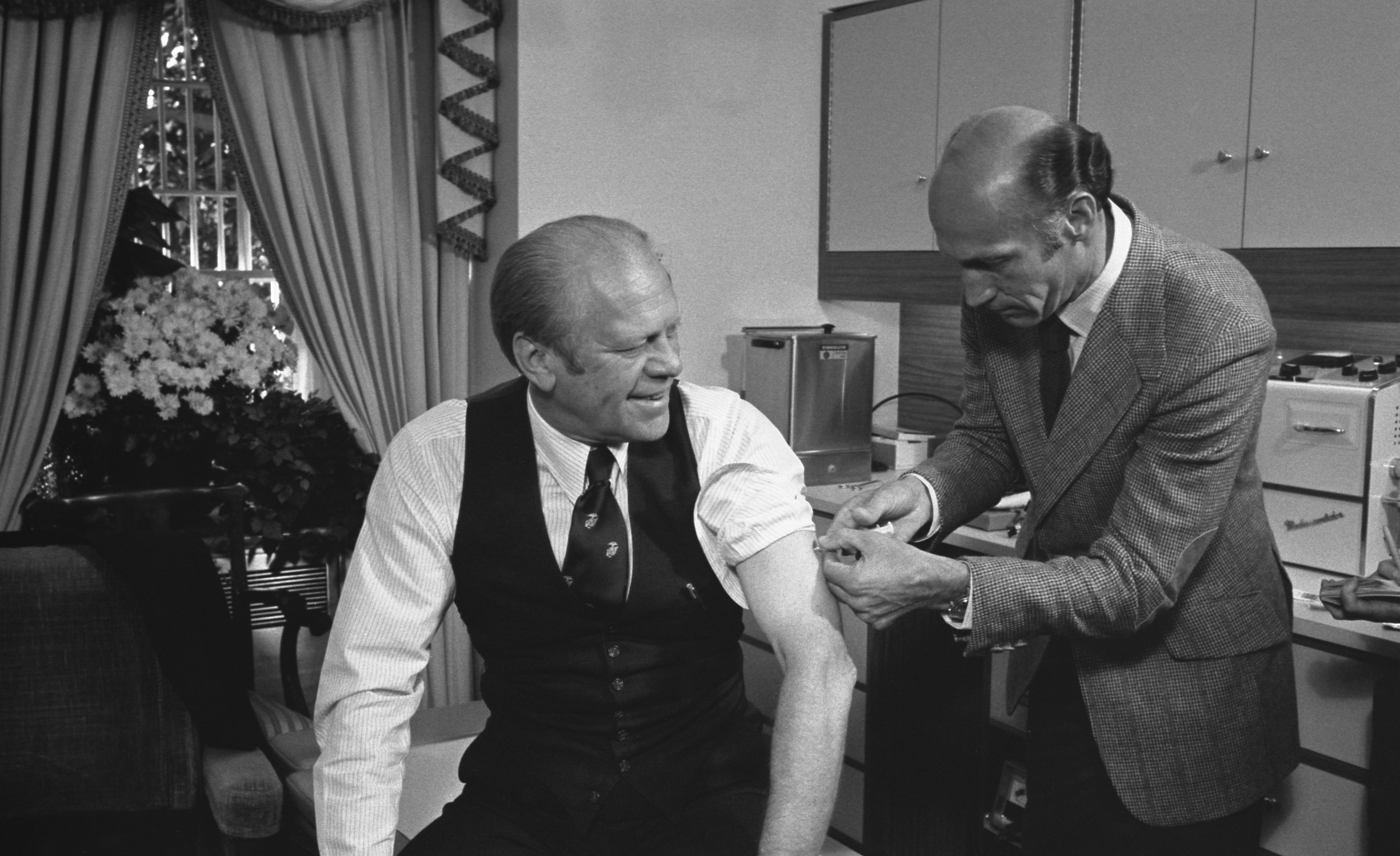
美國總統杰拉尔德·福特接種流感疫苗

因應1976年豬流感爆發，美國推出了豬流感疫苗計劃，美國總統福特擔心豬流感爆發會造成大流行，但後來沒有發生，反而是因為匆忙推出的疫苗，在接種後二週造成許多人罹患格林－巴利综合征。大眾對疫苗接種的恐懼反而病毒本身更大，疫苗接種政策也因此受到挑戰。
2009年H1N1流感大流行時，法國及其他國家質疑2009年H1N1流感疫苗的安全性，許多法國團體批評流感疫苗，認為有潛在的危險性。由於2009年A型流感病毒H1N1亞型和1976年流感A/NJ病毒很相似，許多國家建置了有關疫苗相關不良反應對人體影響的監控系統。歐洲和美國也在研究2009 H1N1流感疫苗和格林－巴利综合征之間是否有相關性。

### 其他安全問題
其他有關疫苗安全問題的論點也也常在網路、非正式會議、書籍報章或是研討會上提出。這些假說包括疫苗會造成嬰兒猝死症、癫痫发作、过敏、多发性硬化症以及像1型糖尿病之類的自體免疫性疾病等疾病，也有假牛腦海綿狀病變、C型肝炎及人類免疫缺陷病毒。研究者已針對這些假說進行確認，結論是目前使用的疫苗符合很高的安全標準，大眾媒體對疫苗安全性的批評並不合理。已針對這些假說進行大型且經過良好控制的流行病學研究，結論無法支持疫苗會造成慢性疫病的假說，而且有些疫苗對自體免疫疾病有預防效果的可能性，高於疫苗會造成自體免疫疾病的可能性。

## 歷史

### 人痘接種術
早期預防天花的方法包括刻意接種人痘的病毒，希望透過較溫和的結果，達致免疫。此方法後來稱為人痘接種術，避免和後來愛德華·詹納發明，接種牛痘（疫苗接種）的方式混淆。人痘接種術在中國及印度的歷史長久，北美及英國在1721年才開始在使用該技術。1721年，科頓·馬瑟牧師在天花大流行時，在波士頓開始使用人痘接種術。當時，許多人以宗教的理由反對，但马瑟牧師相信扎布迪尔·博伊尔斯顿醫師，繼續嘗試。博伊爾斯頓一開始在他六歲的孩子、奴隶及奴隶的儿子試驗，三人都發病數天，然後病症就消失了，之後就「不再重病缠身」。博伊爾斯頓後來為上千個马萨诸塞州的居民接種人痘，許多地方都因為感激他，以他作為地方的名稱。玛丽·蒙塔古·沃特利夫人將人痘接種術引進英國。她自己已經在土耳其看過，而且1718年在查尔斯·梅特兰医生的監督下，她讓她的兒子成功的在君士坦丁堡接種了人痘。她在1721年回到了英國，她讓梅特兰醫師為她的女兒接種人痘。這引起了大眾的注意力，汉斯·斯隆爵士在紐蓋特監獄為一些犯人接種人痘。這幾次都很成功，而在1722年的另一次試驗後，威爾斯公主卡羅琳的二個女兒也接種了人痘，沒有發生意外。在王室批准後，當天花疫情加劇時，接種人痘也就更加常見了。
很快就出現了宗教上反對接種疫苗的意見。例如在1772年英文神学家牧师埃德蒙·梅西（Edmund Massey）在一篇名為「接種疫苗是危險及有罪的行為」的講道中，他提到疾病是神用來懲罰罪人的工具，因此任何想要藉由接種疫苗預防天花的方法是「惡魔的作為」。當時著名的牧師常會發表其講章，有許多的受眾。像梅西的講章就影響了北美，北美也是早期反對接種疫苗的地方，而當時的约翰·威廉姆斯牧師也反對。另一個反對疫苗的意見是來自住在波士頓的威廉·道格拉斯醫生，他是爱丁堡大学的醫學畢業生，也是英國皇家學會成員:114–22。

### 牛痘接種術
愛德華·詹納在1798年發明牛痘接種術來預防天花之後，人痘接種術開始絕跡，在一些國家更被禁止採用。

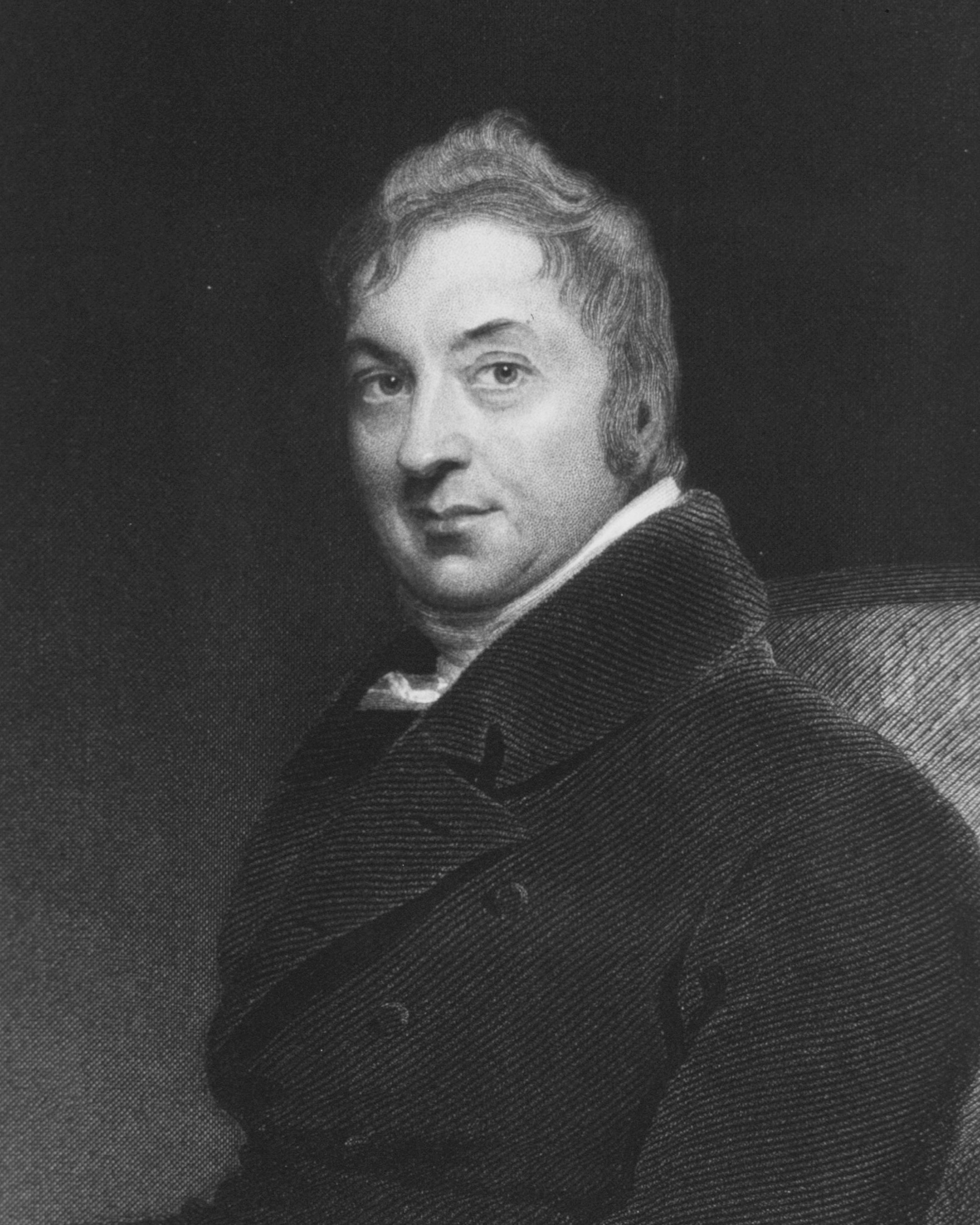
愛德華·詹納

和人痘接種術的情形類似，基督教人士中有反對使用牛痘接種術的意見，但有牧師（如罗伯特·费里曼牧師和罗兰·希尔）在講道中支持牛痘接種術，也親自去接種牛痘:221。也有人痘接種者因龐大利益無法獨佔而反對牛痘接種。威廉·罗利發表聲稱是因為接種疫苗而導致畸形的插图，在同一頁有詹姆斯·吉爾雷著名的嘲諷漫畫。本杰明·莫斯利將牛痘連結到梅毒，這個爭議一直持續到20世紀:203–5。
疫苗支持者由於疫苗安全有效，希望議院加以重視，但是當議院開始要強制注射疫苗時，卻受到社會大眾的普遍譴責。其原因是因為疫苗導入時，當時還沒有對應的實驗方法可以控管其製造過程，也無法找到疫苗失效的原因。疫苗最早是透過手臂和手臂接觸的方式轉換，後來是利用動物的皮膚製造，不可能作到無菌的消毒。而且一直到19世紀末到20世紀初才有識別潛在病源體的方法。之後發現有些病症是因為疫苗受到病源體污染而造成，造成的病症有丹毒、結核、破傷風及梅毒。後者的機率很很低，約一億個人中才有750個病例，但格外的受到重視。很多以後，醫界反對接種疫苗的領導人物查尔斯·克赖顿醫生，認為疫苗本身就是造成梅毒的原因，而且為了此議題寫了一本書。後來有些已接種過牛痘疫苗的人再度出現牛痘症狀，疫苗支持者指出這些人的症狀相當輕微，而且是在接種疫苗後幾年才出現症狀。但反對者就認為這和詹納認為接種疫苗就完全免疫的說法矛盾:17–21。疫苗反對者認為疫苗既危險又無效，因此當英國議院開始要強制接種疫苗時，英國各地發起了反疫苗活動。

### 後來的疫苗及抗毒素
對天花疫苗的反對一直延續到20世紀，而且在開始使用白喉抗毒素後，白喉抗毒素也被列為反對使用的疫苗之一。白喉抗毒素是將馬的血清注射到人體中作為抗毒素，但會引起超敏反應，一般會稱為血清病。而且之後天花疫苗是透過動物製造，而抗毒素是透過馬製造，因此也讓動物權利人士反對疫苗接種。
白喉抗毒素是已對白喉免疫馬的血清，接種到人體以產生被动免疫。1901年時，從一隻名叫吉姆的馬身上取得的抗毒素被破傷風梭菌污染，在美國圣路易斯造成13名兒童死亡。而且新澤西州肯頓的天花疫苗也因為受破傷風梭菌污染導致九人死亡，因此在1902年提出且快速通過了《生物製品管制法》。
罗伯特·科赫在1890年研發了结核菌素，若接種到曾感染结核病的人身上，會引發超敏反應，至今仍用此方法來確認是否感染過结核病。不過科赫用结核菌素作為疫苗，因此對一些潛伏结核病的患者，其结核菌因為结核菌素而再次被活化，造成一些嚴重的反應，甚至有人死亡。這是對新疫苗支持者的一大挫折:30–31，這些事件以及疫苗注射後的不良反應受到持續宣傳，而且在有新的疫苗之後，類似的不良反應也開始增加。
1955年發生了卡特事件（Cutter incident），卡特實驗室製造了12萬劑脊髓灰質炎疫苗，其中是已無活性的病毒，但無意的混入了一些活的脊髓灰質炎的病毒。這批疫苗造成四萬人罹患脊髓灰質炎，53人麻痹，5人死亡。而且脊髓灰質炎也在接種疫苗者的家中散播，造成另一批脊髓灰質炎的疫情，後來又造成113名麻痺性脊髓灰質炎的病例，以及另外5人死亡。這是美國歷史上最嚴重的药品灾害之一。
20世紀之後的相關事件包括1982年的廣播「DPT疫苗：疫苗輪盤」（DPT: Vaccine Roulette），引發了對百白破疫苗的爭議，以及在1998年由安德魯·韋克菲爾德發表的欺诈性學術文章，內容是有關麻腮風三聯疫苗爭議。最近人类乳突病毒疫苗（HPV疫苗）也出現爭議，一方面認為對11歲到12歲的少女施打疫苗是否會有鼓勵濫交的問題，另一方面日本有數十名女性在接種疫苗後出現身體疼痛、運動障礙等副作用。
21世紀反對疫苗的論點有些類似19世紀的反對疫苗者論點。

## 政治原因

### 個人自由
有些人反對強制性疫苗接種的原因是認為政府不能侵犯個人選擇醫療方式的自由，即使這種選擇自由可能增加本人及其他人的風險時也不例外。有些人的想法認為若疫苗接種計劃成功的減少了某種疫病的威脅，就會減少感染此一疾病的機會，若整個社會都已不會得到這種疾病，那拒絕接種疾苗也不會造成什麼損失。不過若太多人搭便车不接種疫苗，想要因為群体免疫而讓自身不感染疾病，當接種疫苗的人比例低到一定程度時，就不會有群体免疫的效果了。
在美國的強制疫苗接種會受到反政府人士或是自由主義者的反對，他們在意的是公部門和私營企業之間的合作，他們指出因為疫苗研究的資金（可能來自私營企業）及錯誤資訊，可能會有利益衝突的問題（Wolfe, Sharpe）。也有些人認為，為了讓強制疫苗接種可以廣泛的預防疾病，不但要有足夠的疫苗，讓願意接種疫苗的人可以有免疫力，其群体免疫的效果也要強到讓因為個人信仰而不接種疫苗的人也不會患病。

### 兒童的權利
小孩是否接種疫苗多半是由父母所決定的。但小孩是否要接種疫苗的道德議題比一般父母對子女醫療所做的決定要複雜很多，因為未接種疫苗，患病卻無症狀（或是症狀輕微）的人會傳播疾病給免疫系統較弱（多半是兒童及年長者），不一定適合接種疫苗的人。因此雖然還沒有法律規定，但有些學校及手術室已禁止沒有接種疫苗的兒童進入。在急症室及紧急护理设施也出現另一種併發症，有些未接受疫苗的人會在感染疾病，有相關症狀後進來接受治療，而其他免疫系統較弱的兒童就暴露在病原體的威脅下。

## 宗教上的原因
在疫苗問世時，就有人因為宗教的原因而反對疫苗。當時有些基督徒認為若上帝要一個人因為天花而死亡，那人們用疫苗讓他免於死亡，違反神的心意，這就是犯罪。現在教會中幾乎沒有這樣的論點，不過仍然有其他因為各種宗教因素反對疫苗接種的人，當未接受疫苗接種的兒童多到足以使群體免疫失效，影響到其他人時，就出現了倫理學上的困境。許多政府允許兒童的父母因為宗教因素而不讓兒童接種疫苗，也有些家長因為其他因素不願讓小孩接種疫苗，但為了讓政府同意，謊稱是因為宗教因素而不接種疫苗。
以色列的Haredi burqa教派反對醫療治療及疫苗注射，因此至少造成一個嬰兒因為流感未接受治療而死亡。
截止2019年6月，美國有45个州允許因為宗教因素不注射疫苗，原本只有三個州（密西西比州、西維吉尼亞州、加利福尼亚州）例外，后来由于宗教信仰以及疫苗怀疑论者拒绝接种疫苗导致美国出现20多年来最严重的麻疹疫情，2019年6月13日，纽约州也禁止家长以宗教信仰为由不让孩子完成入学所必需的疫苗接种。
1960年代時，有些疫苗（例如風疹）的培養組織，是由療病性墮胎的胚胎組織而來，因此這對反對墮胎的宗教就有道德上的風險。而天主教教廷對於製作風疹疫苗的胚胎細胞來源振示關切，認為天主教徒「基於良心需反對使用有道德問題的疫苗，並且有責任使用其他替代的疫苗。」。教廷的結論是在替代疫苗尚未出現時，可以接受天主教徒使用現有的疫苗，但是「現有可選擇的疫苗是非正義的，需儘快找到替代的疫苗。」

## 替代醫學
有些替代醫學的理論基礎是基於對疫苗的反對，其實行者也表示反對疫苗的立場，這包括部份的西方脊骨神經醫學、及部份顺势疗法及自然醫學。其反對疫苗的理由很複雜，其中有些也反映了一開始這個群體形成的原因。

### 脊骨神經醫學
西方的脊骨神經醫學認為所有的病症都可以追溯到脊椎，疫苗無法改善病症，因此強烈的反對疫苗。創立脊骨神經醫學的丹尼爾·帕爾默（1845-1913）曾提到：「為了"保護"任何人免於得到天花或其他疾病，因此去接種骯髒的動物毒素，這是高度荒謬的事。」

### 順勢療法
許多問卷調查指出一些提倡順勢療法的人（特別是那些沒有醫療訓練背景的人）會建議病人不要接受疫苗接種。像澳洲有登記的順勢療法治療者中，認為疫苗是重要預防疾病方面的人只有28%，在悉尼接受問卷調查的順勢療法治療者中，有83%不建議接受疫苗接種。許多自然醫學治療者也反對疫苗接種。
順勢療法也有所謂的「疫苗」，稱為病質藥（nosodes），不過病質藥在醫學上是無效的，因為其中沒有任何活性成份，也不會激發免疫系統。若病質藥取代了真正可預防疾病的疫苗，是相當危險的事。有些醫學機構也開始處理病質藥造成的影響。在加拿大，順勢療法的病質藥標籤上需加上以下文字：「此製品不是疫苗，也無法取代疫苗的作用。」

## 財務上的動機
替代醫學提倡者倡導疫苗陰謀論，藉此銷售無效及昂貴的药品、營養補充品以及疗法（例如螯合療法及高壓氧治療），聲稱可以修復疫苗造成的「傷害」，因而從中營利。順勢療法則是推動會引發過敏，類似「自然」疫苗反應的病質劑而獲利。其他可能會因提倡疫苗不安全而得利的人，包括組織對疫苗提供者訴訟案件及集體訴訟的律師及法律團體。而相對的，替代醫學提倡者指責疫苗產業為了產業的利益，在疫苗的安全及效果上提供錯誤的資訊，壓抑正確資訊，影響公共衛生政策的決定。
20世紀末的疫苗是種低利潤的產品，生產疫苗的公司也在漸漸減少。除了低利潤及其可能有的責任風險外，疫苗製造商也抱怨美國疾病控制與預防中心及其他機構支付疫苗的價格過低。不過在21世紀時，因著疫苗Prevnar（肺炎鏈球菌疫苗）的申請通過，以及少數像加衛苗（一種人類乳突病毒疫苗）及Pediarix（五合一疫苗）等暢銷疫苗的販售，疫苗產業已大幅好轉，2008年的銷售收入超過10億美元。
2013年4月2日，根據一家專門分析政治動向的美國機構 — 公共政策民調基金會所做的調查顯示，有20%的美國民眾投票認為，兒童疫苗導致了自閉症。

## 戰爭

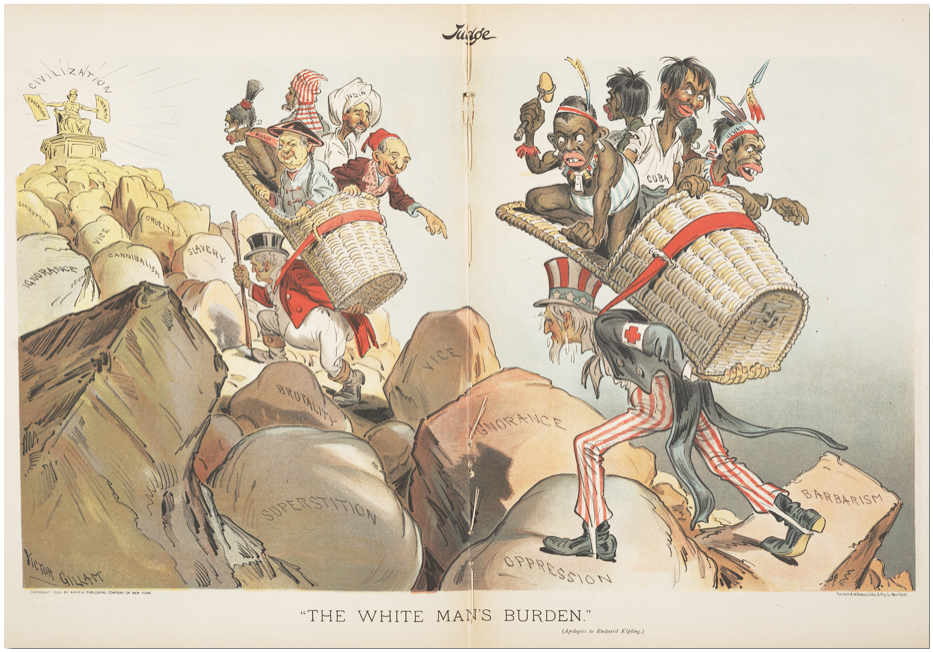
依照魯德亞德·吉卜林的詩《白人的負擔》，在1899年繪製的漫畫。這首詩背後的哲學很快會用來解釋美國為何要併吞菲律賓。美國用"白人的負擔"來解釋他們用帝國主義的方式，為了確保文明及現代得以傳播，以道德的基礎所進行的控制。

美國在強制疫苗注射上有著複雜的歷史，特別是在國內及國外的戰爭中用強制疫苗注射來保護上戰場的軍人。有數十萬士兵死亡的原因不是因為戰爭造成的受傷，而是因為戰時罹患的疾病而死亡。像在美國南北戰爭中就有許多士兵因為疾病而死亡，估計有高達六十二萬人。到後來，戰爭一方面是和敵人作戰，另一方面也是和疾病作戰。在國外作戰的美軍也常常傳播疾病到國外，造成貧窮、飢荒、衛生系統的破壞，甚至最後摧毀整個社會。

### 美西戰爭
美西戰爭在1899年4月開始，到同年的8月結束。這段時間內美國控制了原來屬於西班牙的古巴、波多黎各及菲律賓。美國不但是當地的殖民者，在當地有軍事警察力量，而且還介入其醫療管理，特別是疫苗接種。雖然美西戰爭當時也是細菌學革命的時代，有提出許多有關疾病的知識，但是仍有過半的士兵死亡是因為疾病而死。不知不覺的，美國士兵成為了疾病的傳播者，在其營地中使病原菌得以散播。美國士兵入侵古巴、波多黎各及菲律賓，古巴和波多黎各距離較近，菲律賓和他們的地區距離很遠，但因為美國士兵，讓兩地的病原菌得以互通，因此也產生了病症的流行。美軍在這些地區的移動力也加速了疾病的流動，因此迅速的讓本地人受到感染。
軍人以魯德亞德·吉卜林的詩《白人的負擔》來解釋他們在古巴、波多黎各及菲律賓的帝國主義行動，以及美國有需要去協助“黑皮膚的野蠻人”達到現代化的衛生標準。美國在戰前、戰爭中及戰後的行為都強調需要建立好的衛生習慣，特別是針對當地居民。波多黎各人若沒有接種疫苗，會罰美金10元，之後一天若沒有接種，會加罰美金5元，若拒絕繳納罰款會坐牢十天以上。若整個村莊拒絕接受美軍的衛生政策，為了避免士兵感染地方性天花或是黃熱病等疾病，可能會燒毀整個村莊。波多黎各的軍事人員提供了公共醫療的服務，後來頒發軍令，規定兒童需在六個月內接種疫苗，另外也有一個針對一般人的疫苗接種令。在1899年底美軍和其他受僱的當地疫苗接種者在五個月內幫86萬波多黎各居民接種疫苗。這個時期美國也開始了擴大醫療實務的運動，也包括提出熱帶醫學以保護在海外美軍的生命安全。

## 延伸閱讀
- Largent, Mark A. . Johns Hopkins University Press. 2012. ISBN 978-1421406077.
- Bedford, H. . BMJ. 2000-01-22, 320 (7229): 240–243. PMC 1117437 . PMID 10642238. doi:10.1136/bmj.320.7229.240.
- Davies, P. . Archives of Disease in Childhood. 2002-07-01, 87 (1): 22–25. PMC 1751143 . PMID 12089115. doi:10.1136/adc.87.1.22.
- Elliman, David; Bedford, Helen. . BMJ. 2004-10-30, 329 (7473): 1049. ISSN 0959-8138. doi:10.1136/bmj.329.7473.1049 （英语）.
- Friedlander E. . 2007  [2007-11-13]. （原始内容存档于2018-03-19）.
- Hanratty, B.; Holt, T.; Duffell, E.; Patterson, W.; Ramsay, M.; White, J. M.; Jin, L.; Litton, P. . Epidemiology and Infection. 2000-10, 125 (2): 377–383. ISSN 0950-2688. PMC 2869610 . PMID 11117961. doi:10.1017/s0950268899004525.
- Herlihy, Stacy Mintzer; Hagood, E. Allison; Offit, Paul A. . Rowman & Littlefield Publishers. 2012. ISBN 978-1442215788.
- Miller, C L. . British Medical Journal (Clinical research ed.). 1985-02-09, 290 (6466): 443–444. ISSN 0267-0623. PMC 1417782 . PMID 3918622. doi:10.1136/bmj.290.6466.443.
- Myers MG, Pineda D. . Galveston, TX: Immunizations for Public Health (i4ph). 2008. ISBN 0-9769027-1-0.
- Naono, Atsuko.  (PDF). SOAS Bulletin of Burma Research. 2006, 4 (1): 30–44.
- Offit, Paul A. . Columbia University Press. 2008. ISBN 978-0-231-14636-4.
- Offit, Paul A. . Basic Books. 2012. ISBN 978-0465029624.
- Orenstein, W. A.; Hinman, A. R. . Vaccine. 1999-10-29,. 17 Suppl 3: S19–24  [2020-12-20]. ISSN 0264-410X. PMID 10559531. doi:10.1016/s0264-410x(99)00290-x. （原始内容存档于2020-11-26）.
- Spier, R. E. . Vaccine. 1998-11, 16 (19): 1788–1794  [2020-12-20]. ISSN 0264-410X. PMC 7173252 . PMID 9795382. doi:10.1016/s0264-410x(98)00169-8. （原始内容存档于2021-08-10）.
- Vermeersch, E. . Vaccine. 1999-10-29,. 17 Suppl 3: S14–17  [2020-12-20]. ISSN 0264-410X. PMID 10627239. doi:10.1016/s0264-410x(99)00289-3. （原始内容存档于2021-12-21）.
- Wolfe, Robert M. . JAMA. 2002-06-26, 287 (24): 3245  [2016-10-28]. ISSN 0098-7484. doi:10.1001/jama.287.24.3245. （原始内容存档于2010-01-22） （英语）.
- . World Health Organization. 2006-02-16  [2006-11-02]. （原始内容存档于2004-02-04）.
- Lewandowsky et al. Anti-Vax Psychology Study Report. - Mooney, Chris. . Mother Jones.   [2020-12-20]. （原始内容存档于2021-01-30） （美国英语）.

## 外部連結
- 中的“Vaccination”
- . World Health Organization.   [2016-07-28]. （原始内容存档于2009-04-18）.
- . Centers for Disease Control and Prevention.   [2016-07-28]. （原始内容存档于2021-03-22）.
- . FRONTLINE. 2010-04-27  [2016-07-28]. PBS. （原始内容存档于2020-12-18）.
- 白墨. . bbc中文網. 2016-03-23  [2016-10-29]. （原始内容存档于2019-06-09） （中文）.
- 張淑卿.  (PDF). 科學發展月刊. 2011年9月  [2016-10-29]. （原始内容存档 (PDF)于2019-06-26） （中文）.
- 古彥男. . 關鍵評論. 2016-10-25  [2016-10-29]. （原始内容存档于2019-06-11） （中文）.